# میمون قلاب آفریقایی
میمون قلاب آفریقایی (نام علمی: Griphopithecus africanus) نام یک گونه از تیره انسانیان است.